# La fugida (pel·lícula de 1994)
La fugida (títol original: The Getaway) és una pel·lícula estatunidenca dirigida per Roger Donaldson, estrenada l'any 1994. Es tracta d'un remake del film La fugida dirigida per Sam Peckinpah el 1972, també adaptat de la novel·la homònima de Jim Thompson publicada l'any 1958 als Estats Units. Ha estat doblada al català.

## Argument
A canvi de la seva llibertat, el pres Carter McCoy quan surti de la presó ha de realitzar l'atracament d'un banc a compte de Jack Benyon. Després d'haver abatut el seu còmplice Rudy Butler que havia intentat matar-lo, s'escapa amb la seva dona i els diners robats a través dels Estats Units.

## Repartiment
- Alec Baldwin: Carter « Doc » McCoy
- Kim Basinger: Carol McCoy
- Michael Madsen: Rudy Travis
- James Woods: Jack Benyon
- David Morse: Jim Deer Jackson
- Jennifer Tilly: Fran Carvey
- James Stephens: Harold Carvey, DVM
- Richard Farnsworth: Slim
- Philip Seymour Hoffman: Frank Hansen
- Burton Gilliam: Gollie
- Royce D. Applegate: el venedor del magatzem d'armes
- Daniel Villarreal: Luis Mendoza
- Scott McKenna: l'home de la camisa vermella
- Alex Colon: Ramon

## Al voltant de la pel·lícula
- El rodatge s'ha desenvolupat a Phoenix, Prescott i Yuma, a Arizona.
- Aquest film és el remake de La fugida dirigida per Sam Peckinpah el 1972.
- Com Steve McQueen i Ali MacGraw a l'època del film de 1972, Alec Baldwin i Kim Basinger estaven igualment junts durant el rodatge.
- Al final del film, es tracta del mateix hotel que al film de 1972.
- Després de The Marrying Man l'any 1991, es tracta de la segona col·laboració entre Kim Basinger i Alec Baldwin.
- Primera col·laboració entra el cineasta i Michael Madsen, els dos homes tornaran junts a Species, espècie mortal l'any 1995.

## Banda original
- Carmelita, composta per David White.
- Si tu me quieres, composta per David White.
- Now And Forever, interpretada per Richard Marx.

## Premis i nominacions
- Nominació al premi de la dona més desitjable per Kim Basinger, en els premis MTV Movie 1994.
- Nominació al premi a la pitjor actriu per Kim Basinger, en els premis Razzie 1995.